# マイズーラ
マイズーラ （MAIZURAH HAMZAH）は、シンガポールの歌手・女優。1990年代前半に日本でも活動した。

## 来歴
17歳の時に、コンテスト出場がきっかけで芸能事務所と契約。1989年にマレー語のアルバムでデビューする。1991年に初の英語アルバム『MAIZURAH』（日本未発売）をリリース。収録曲の「WRONG GIRL」が東南アジアや韓国でヒットする。同年に日本でも活動を開始し、1992年には2枚目の英語アルバム『BE GOOD TO ME』をリリース。タイトル曲は本人出演のCMソングに起用された。日本では1995年まで活動。以降は東南アジアを拠点に女優として映画やテレビに出演する。
私生活ではパイロットの男性と結婚。4児の母親である。近年ではディズニー映画をマレー語に訳すプロジェクトに参加し、アラジンのヒロイン、ジャスミンの声優を担当したり、楽曲をマレー語で歌っている。現在の活動状況は本人のフェイスブックで確認することができる。

## ディスコグラフィ
（日本で発売された作品のみ）

### シングル
- ウィ・キャン・メイク・イット We can make it　（1991年7月21日） PCDY-00088
- ビー・グッド・トゥ・ミー Be good to me　（1991年12月15日） PCDY-00093
  - 東京ビューティーセンター（TBC） CMソング
  - 1997年にMAXが「WONDERLAND」というタイトルで日本語カバーしている。
- シンプリー・ユー＆ミー Simply you & me　（1992年10月21日） PCDY-00108
  - 作詞：ケーシー・ランキン　作曲・編曲：ジェイムス下地
  - 三菱重工「ビーバーエアコン」CMソング
- 恋ってそんなもの That's the way love is　（1994年7月21日） PCDY-00124

### アルバム
- ビー・グッド・トゥ・ミー Be good to me　（1992年1月21日） PCCY-00287
  - ジョーイ・カーボーンがプロデュース。
  - 収録曲の「First kiss」は、1997年にMAXが「Love is Dreaming」というタイトルで日本語カバーしている。
- 恋ってそんなもの That's the way love is　（1994年7月21日） PCCY-00554
  - ワークシャイのプロデューサーであるグレン・スキナーがプロデュース。
  - 日本盤のみボーナストラックとして「シンプリー・ユー＆ミー」が収録されている。

### 参加アルバム
- クリスマスに一番ほしいもの　（1993年11月19日） PCCY-00484
  - HAPPY MERRY CHRISTMAS （中山美穂「遠い街のどこかで…」の英語カバー）